# Aperileptus lineatocollis
Aperileptus lineatocollis là một loài tò vò trong họ Ichneumonidae.